# Козловський Володимир Олександрович
Володимир Олександрович Козловський (нар. 21 січня 1950, Владимир, Російська РФСР) — український економіст, кандидат економічних наук, професор кафедри економіки промисловості і виробничого менеджменту Вінницького національного технічного університету. З 1997 року професор Міжнародної кадрової академії.

## Біографія
Володимир Козловський народився 21 січня 1950 року у місті Владимир (Російська РФСР).
По закінченні у 1972 року Київського політехнічного інституту Володимир Козловський починає працювати у Вінницькому філіалі Київського політехнічного інституту.
У 1982 році він став завідувачем кафедри економіки промисловості і організації виробництва Вінницького політехнічного інституту (тепер — Вінницького національного технічного університету) і пробув на цій посаді до 2002 року.
Протягом 1995—2010 років Володимир Олександрович також за сумісництвом був заступником директора Вінницького інституту економіки Тернопільського національного економічного університету та став одним із організаторів цього навчального закладу.
У 2007—2010 роках Володимир Козловський вдруге очолював кафедру економіки промисловості і організації виробництва факультету менеджменту та інформаційної безпеки Вінницького національного технічного університету, після чого став професором цієї кафедри, яка після реорганізації отримала назву економіки підприємства та виробничого менеджменту.

## Громадська діяльність
У 1997 році Володимир Козловський став професором Міжнародної кадрової академії

## Наукова діяльність
До кола наукових інтересів Володимира Козловського входять проблеми розвитку виробничого менеджменту та підприємництва.
Він є автором понад 170 наукових праць, зокрема, 5 монографій та 20 навчальних посібників.

## Родина
Володимир Козловський має двох синів, які також стали науковцями — Андрія (кандидат технічних наук, доцент Вінницького інституту економіки Тернопільського національного економічного університету) та Сергія (доктор економічних наук, професор Донецького національного університету імені Василя Стуса, м. Вінниця)